# Hiperpolarización
En biología, la hiperpolarización es cualquier cambio en el potencial de membrana de la célula, que hace que esté más polarizada. Es decir, la hiperpolarización es un incremento en el valor absoluto del potencial de membrana de la célula. Así pues, los cambios en el voltaje de la membrana en los que el potencial de membrana son más netamente positivos o negativos, son hiperpolarizaciones.
Ejemplo

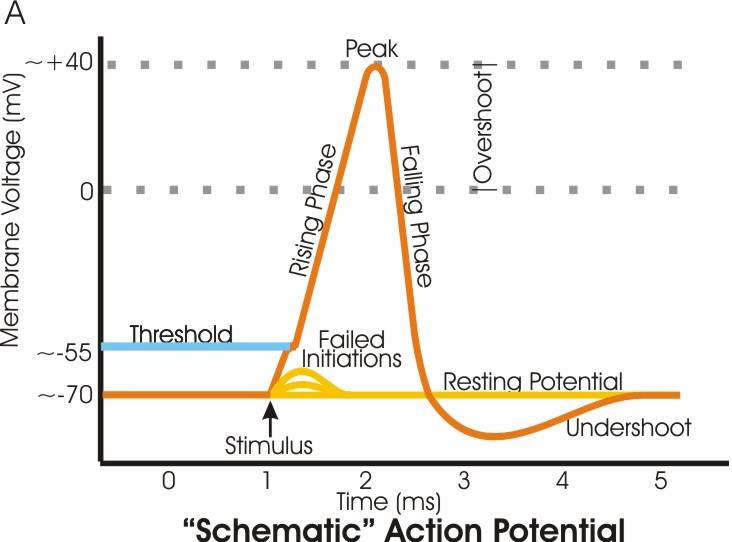
Diagrama de los cambios del potencial de membrana durante un potencial de acción

1. Durante el periodo de despolarización de un potencial de acción, el potencial de membrana cambia de negativo a positivo. En la imagen, la fase de ascenso (rising phase) dura aproximadamente 1 o 2 milisegundos. Durante la fase de ascenso, una vez el potencial de membrana se convierte en positivo, el potencial de membrana sigue hiperpolarizándose hasta que el pico del potencial de acción llega hasta unos +35 a +40 milivoltios. Coincide con el ingreso de Na a la célula.
2. Durante el periodo de repolarización (undershoot), después de un potencial de acción, el potencial de membrana es más negativo que cuando la célula está en "periodo de reposo". En la imagen, este periodo de repolarización es de aproximadamente 3 o 4 milisegundos (ms). La repolarización es el tiempo en el cual el potencial de membrana está hiperpolarizado con respecto al potencial de reposo.

En ambos ejemplos (1 y 2), la hiperpolarización de una célula biológica significa un incremento en el voltaje trans-membrana; la carga de la membrana está más polarizada. Así pues, las hiperpolarizaciones pueden ser cambios tanto en sentido negativo como positivo.
De todos modos, en el lenguaje normal de la ciencia, hiperpolarización (y su contrario, "despolarización") son usados de manera diferente a la explicada arriba. Consulta el artículo despolarización para su descripción y su uso en la descripción de los cambios de potencial de membrana. Mira la siguiente sección para hiperpolarización.

## Uso vernacular
Para la descripción de potenciales de acción, "hiperpolarización" ha tomado un sentido incorrecto e informal de su significado original. Comúnmente, en el lenguaje científico, hiperpolarización se usa con frecuencia para describir el cambio del potencial de membrana que se vuelve más negativo (menos positivo). De todos modos, durante la fase de caída del potencial de acción (aproximadamente de 2 a 3 milisegundos en la imagen) el potencial de membrana primero es menos positivo durante el pico del potencial de acción y se acerca a cero. El potencial de membrana que cambia de +40 a 0 es, técnicamente, repolarización de la membrana, no hiperpolarización. A pesar de ser incorrecto, los libros de texto a veces usan "hiperpolarización" para describir los cambios del potencial de membrana en la dirección de positivo a negativo, así como a la fase de caída del potencial de acción. Pero se debe considerar que esta caída del potencial de acción solo hará referencia cuando sobrepase los valores normales (por debajo del potencial de membrana —80 mv— según cruz).